# Pichincha (stacja metra)
Pichincha – stacja metra w Buenos Aires, na linii E. Znajduje się pomiędzy stacją Entre Ríos, a Jujuy. Stacja została otwarta 20 czerwca 1944.